# Леалуї
Леалуї (англ. Lealui) — одна з двох резиденцій літунги, традиційного правителя народу лозі в західній Замбії. Вона знаходиться на березі Замбезі в межах її заплавної полонини неподалік від міста Монгу і щороку затоплюється повінню. Друга резиденція, Лімулунга, розташована на височині вище рівня повені, у ній літунга перебуває протягом дощового сезону, коли Леалуї затоплюється. Щорічний переїзд правителя і його двора з Леалуї до Лімулунги святкується як фестиваль Куомбока.